# 兵庫県道60号明石停車場線
兵庫県道60号明石停車場線（ひょうごけんどう60ごう あかしていしゃじょうせん）は、兵庫県明石市を通る、かつて存在した県道（主要地方道）である。

## 概要
JR西日本山陽本線（JR神戸線）明石駅、山陽電気鉄道山陽明石駅から明石市錦江町を結んでいた。2018年（平成30年）6月に県道の認定が解除され、明石市道となった。

### 路線データ
- 起点：明石市大明石1丁目（明石駅東口交差点）
- 終点：明石市大明石1丁目（明石駅前交差点、国道2号交点）
- 総延長：95 m

## 歴史
- 1993年（平成5年）5月11日 - 建設省から、県道明石停車場線が明石停車場線として主要地方道に指定される[2]。
- 2009年（平成21年）9月1日 - 兵庫県告示第966号により管理権限が明石市に移譲された[3]。
- 2018年（平成30年）6月19日 - 兵庫県告示第587号により県道の認定が解除される[1]。

## 地理

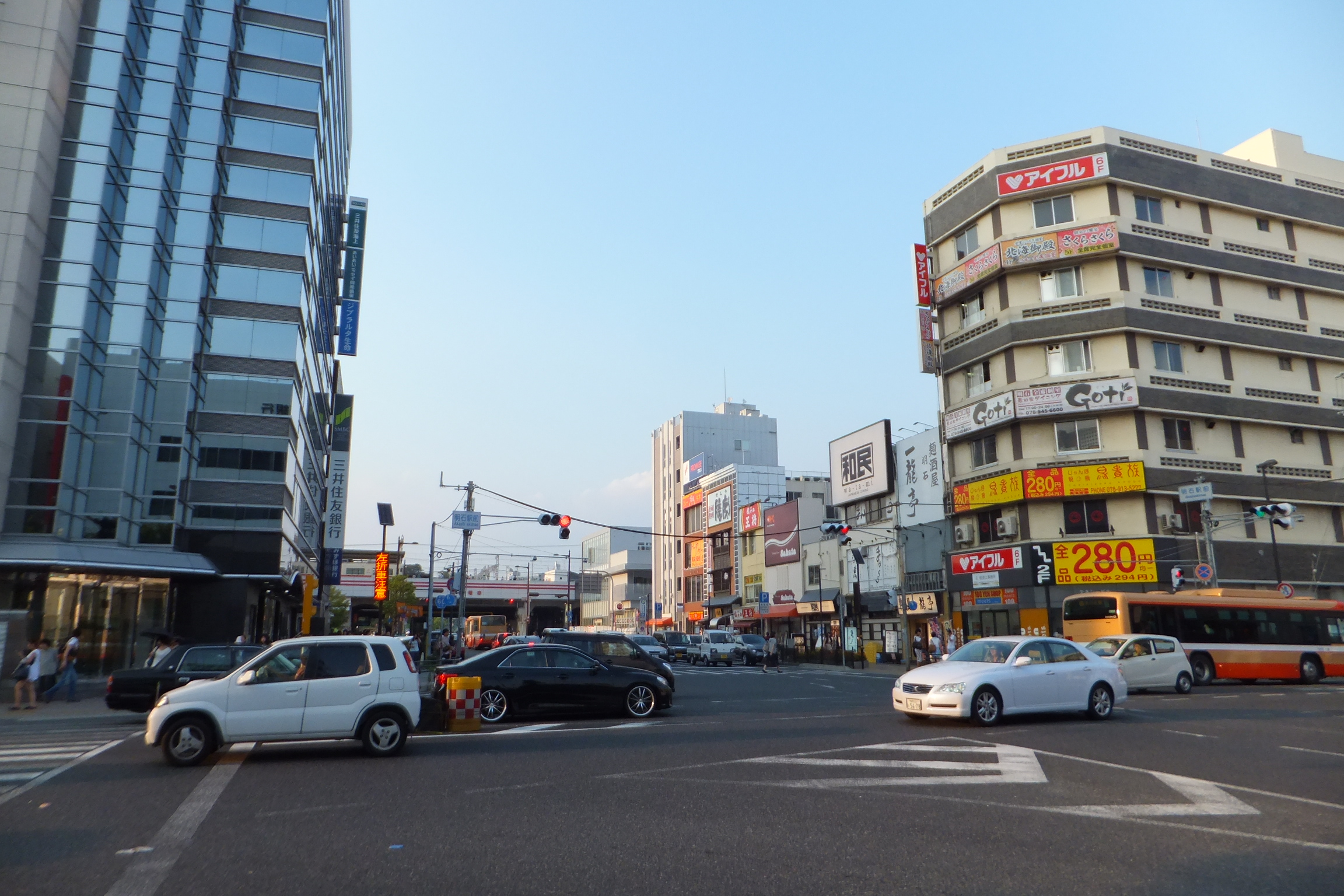
起点付近
明石市東仲ノ町で撮影

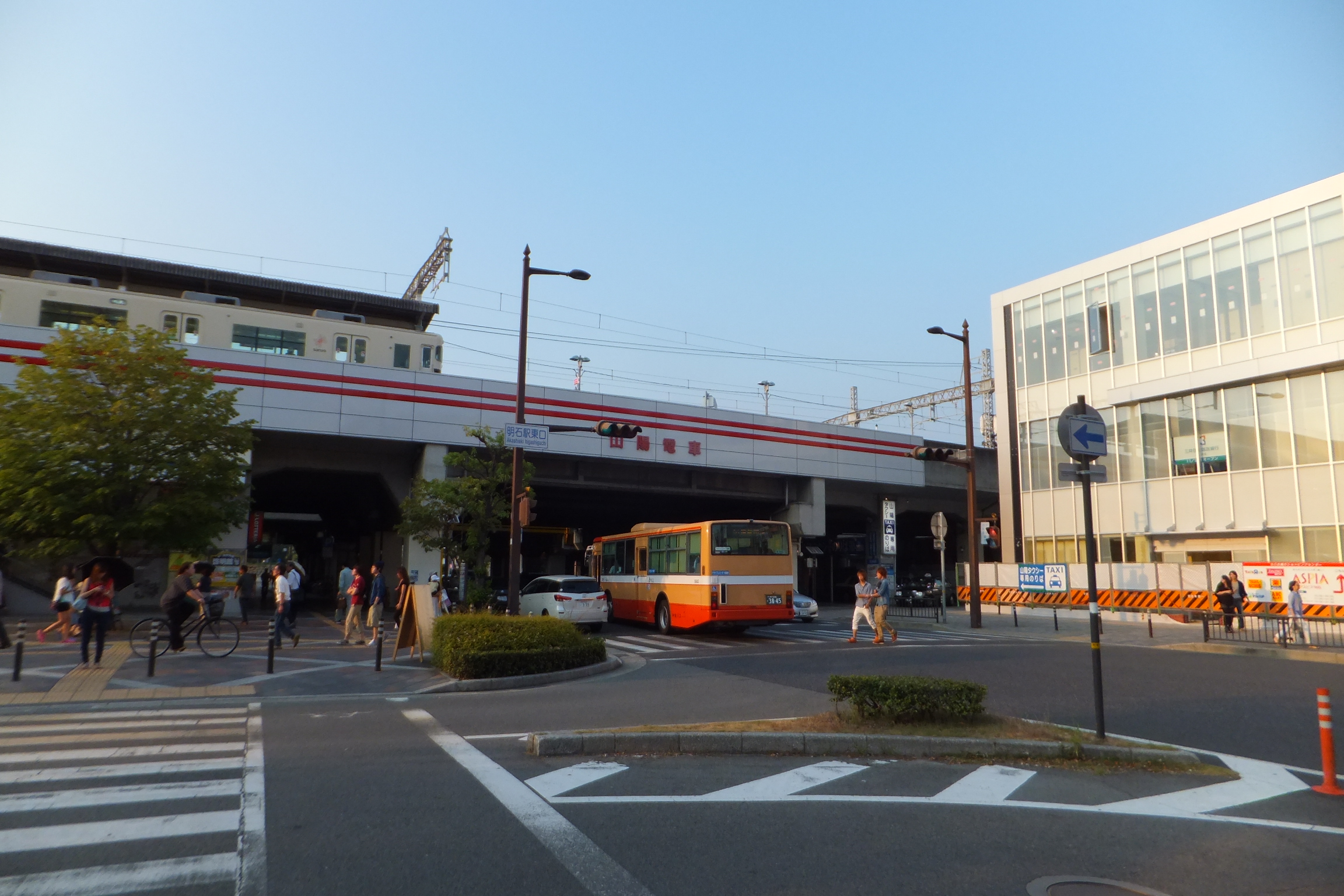
終点付近
明石市東仲ノ町で撮影

### 通過していた自治体
- 明石市

### 交差していた道路
| 交差していた道路       | 交差していた場所 | 交差していた場所      |
| ---------------------- | ---------------- | --------------------- |
| 国道2号 国道250号 重複 | 大明石1丁目      | 明石駅前交差点 / 終点 |

### 沿線
- JR西日本山陽本線（JR神戸線）明石駅、山陽電気鉄道山陽明石駅